# Ischionodonta spinicornis
Ischionodonta spinicornis là một loài bọ cánh cứng trong họ Cerambycidae.